# Branchiomaldane
Branchiomaldane – rodzaj wieloszczetów z rzędu Capitellida i rodziny Arenicolidae.

## Morfologia
Rodzaj wyróżnia się w rodzinie cienkim ciałem, podzielonym na 2 części: przedskrzelową (prebranchial), skrzelową (branchial) – brak pozbawionej szczecinek części ogonowej (caudal). Skrzela (branchiae) obecne od 18 lub dalszego uszczecinionego segmentu do końca ciała, jako pojedyncze nitki lub pęczki 2-3 nitek. Wszystkie neuropodia szeroko od siebie odseparowane.

## Taksonomia
Rodzaj został opisany w 1881 roku przez Paula Langerhansa. Gatunkiem typowym jest Branchiomaldane vincenti.
Do rodzaju zalicza się 4 opisane gatunki:
- Branchiomaldane labradorensis Fournier & Barrie, 1987
- Branchiomaldane maryae Nogueira & Rizzo, 2001
- Branchiomaldane simplex (Berkeley & Berkeley, 1932)
- Branchiomaldane vincenti Langerhans, 1881